# Votadini

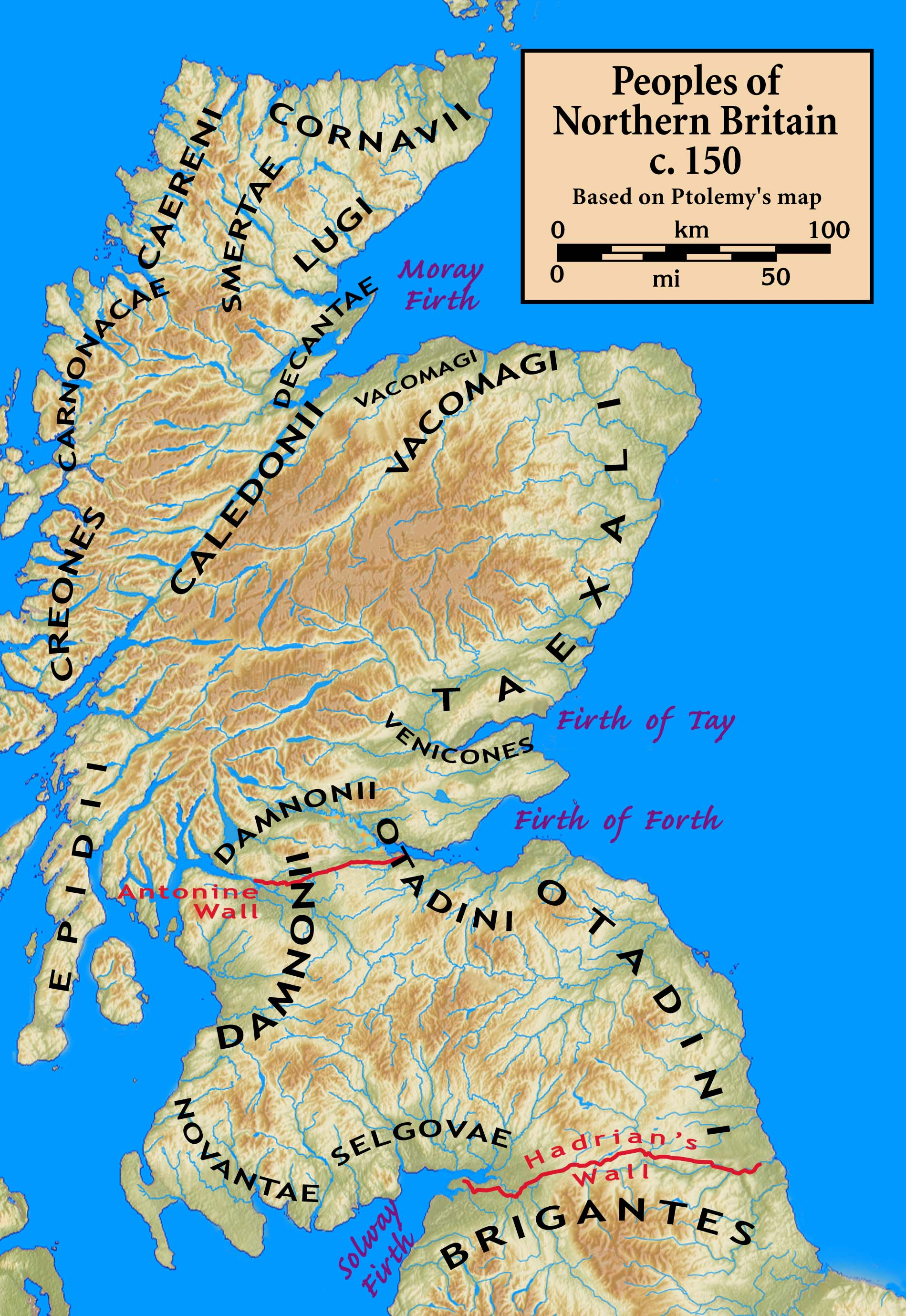
Mapa de ubicación del pueblo votadini (otadini)

Los votadini eran un pueblo celta que habitaba el sudeste de Escocia.
Al norte, su territorio comenzaba en la actual Edimburgo y el Firth de Forth y por el sur se llegó a extender hasta la región de Northumberland. Limitaban al noroeste con la tribu de los selgovae y al sur con el populoso y beligerante pueblo de los brigantes. Hay una referencia de Claudio Ptolomeo en su Geografía y en su mapa de Britania que los cita como los Otadini.

## Historia
Al igual que los citados brigantes, los votadini consituían una amplia confederación de pueblos, y de manera similar a aquellos fortificaban las colinas e incluso sus fincas, donde hacían uso de gruesos muros y zanjas.
Se conocen al menos tres alturas fortificadas en su territorio: Yeavering Bell, Eildon Seat y Traprain Law, en la localidad de Lothian, que fue su capital hasta que se trasladó a Din Eidyn (Edimburgo).
Las fronteras que los separaban de los brigantes por el sur fueron variables a lo largo del tiempo, a resultas de las guerras entre ambas confederaciones pero también por cambios en las alianzas de los pueblos que las conformaban, pueblos muchas veces ligados por lazos de familia y cultura.
Entre el 138 y 162 el territorio fue ocupado por los romanos al avanzar desde el Muro de Adriano hasta el nuevo Muro de Antonino.
Cuando años después, precisando una frontera segura, los romanos retrocedieron nuevamente al Muro de Adriano, los votadini recuperaron su independencia pero mantuvieron el status de amigos de Roma, constituyendo a todos los efectos un estado "tapón" para la Britania romana frente a las incursiones de las tribus del norte.
Después de la definitiva retirada romana de la isla en el siglo V, la región de la que formaba parte empezó a ser llamada Yr Hen Ogledd ("El viejo norte"), y el último de los Dux Brittanniarum, Coel Hen "El Protector", pudo crear y mantener un reino unido durante los primeros años, reino que se dividió a su muerte entre sus hijos o comandantes, con lo que la organización volvió gradualmente a sus bases tribales ancestrales.
Alrededor del 470 los votadini se reorganizaron al norte en un nuevo reino, Gododdin, mientras que en el sur conformaban el de Brynaich. Cunedda, la legendaria fundadora del reino de Gwynedd, en el norte de Gales, se cree que era en realidad oriunda de este último reino.
Ambos reinos fueron finalmente sometidos por los anglos de Deira y Bernicia.

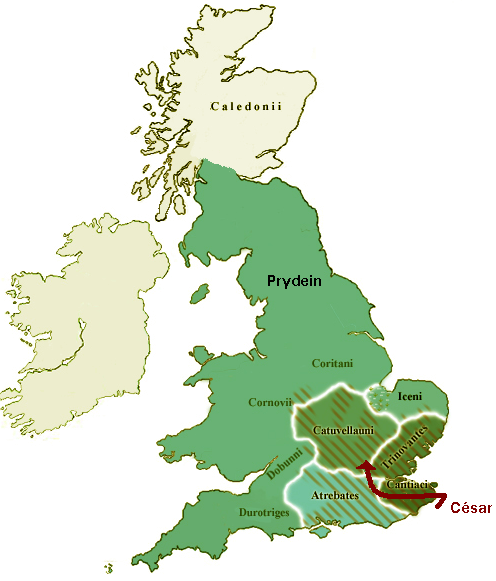
Britania, 54  a. C., Invasión de César
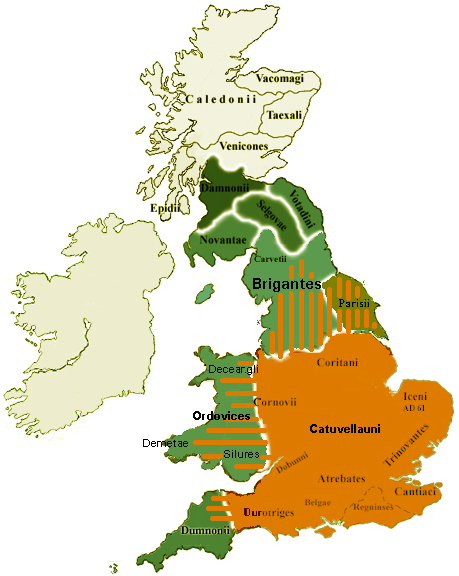
Britania, segunda invasión romana
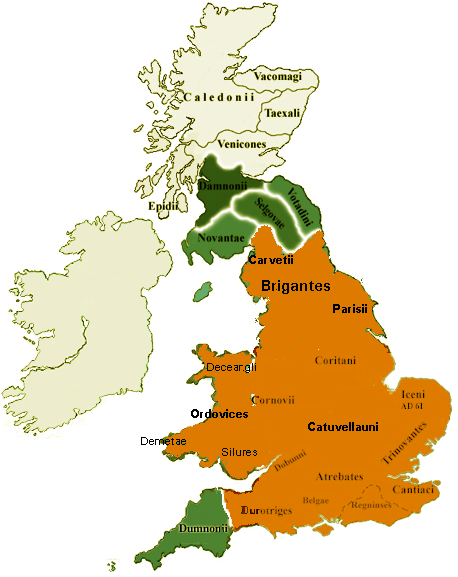
Britania, 79  d. C.
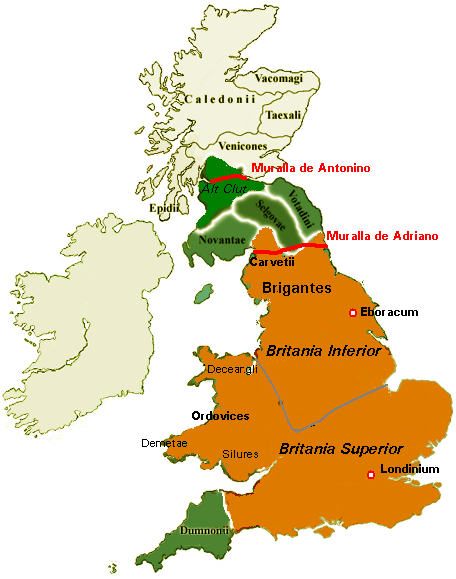
Britania, siglo II
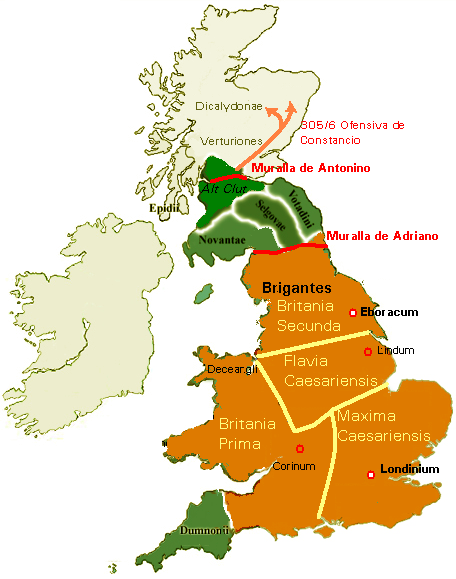
Britania, reorganización de Constancio